# Истон (Коннектикут)
Истон (англ. Easton) — город в округе Фэрфилд, штат Коннектикут (США). По данным переписи за 2010 год число жителей города составляло 7490 человек.
Территория Истона была заселена в 1757 году. Первоначально это был пригород Фэрфилда. Истон был инкорпорирован отдельно в 1845 году. Здания Истона входят в Национальный реестр исторических мест США. В окрестностях города расположено около 20 ферм. Один из крупных владельцев земли — Aquarion Water Company.

## Географическое положение
По данным Бюро переписи населения США город имеет общую площадь в 74,1 км². 3,1 км² занимает вода.

## Население
| Год переписи | Нас. |  | %±     |
| ------------ | ---- |  | ------ |
| 1850         | 1432 |  | —      |
| 1860         | 1350 |  | −5,7%  |
| 1870         | 1288 |  | −4,6%  |
| 1880         | 1145 |  | −11,1% |
| 1890         | 1001 |  | −12,6% |
| 1900         | 960  |  | −4,1%  |
| 1910         | 1052 |  | 9,6%   |
| 1920         | 1017 |  | −3,3%  |
| 1930         | 1013 |  | −0,4%  |
| 1940         | 1262 |  | 24,6%  |
| 1950         | 2165 |  | 71,6%  |
| 1960         | 3407 |  | 57,4%  |
| 1970         | 4885 |  | 43,4%  |
| 1980         | 5962 |  | 22%    |
| 1990         | 6303 |  | 5,7%   |
| 2000         | 7272 |  | 15,4%  |
| 2010         | 7490 |  | 3%     |
| 2014         | 7631 |  | 1,9%   |

По данным переписи 2010 года население Истона составляло 7490 человек (из них 49,6 % мужчин и 50,4 % женщин), в городе было 2577 домашних хозяйств и 2105 семей. На территории города было расположено 2715 построек со средней плотностью 36,6 постройки на один квадратный километр суши. Расовый состав: белые — 94,1 %, коренные американцы — 0,1 %, афроамериканцы — 0,7 %.
Население города по возрастному диапазону по данным переписи 2010 года распределилось следующим образом: 28,4 % — жители младше 18 лет, 2,4 % — между 18 и 21 годами, 54,3 % — от 21 до 65 лет и 15,1 % — в возрасте 65 лет и старше. Средний возраст населения — 45,1 лет. На каждые 100 женщин в Истоне приходилось 98,4 мужчин, при этом на 100 совершеннолетних женщин приходилось уже 94,1 мужчин сопоставимого возраста.
Из 2577 домашних хозяйств 81,7 % представляли собой семьи: 72,9 % совместно проживающих супружеских пар (36,4 % с детьми младше 18 лет); 6,3 % — женщины, проживающие без мужей и 2,4 % — мужчины, проживающие без жён. 18,3 % не имели семьи. В 41,9 % домашних хозяйств входили жители младше 18 лет, в 30,8 % — старше 65 лет. В среднем домашнее хозяйство ведут 2,90 человека, а средний размер семьи — 3,25 человека. В одиночестве проживали 15,4 % населения, 7,8 % составляли одинокие пожилые люди (старше 65 лет).

## Экономика
В 2015 году из 6093 человека старше 16 лет имели работу 3574. При этом мужчины имели медианный доход в 103 598 долларов США в год против 90 727 долларов среднегодового дохода у женщин. В 2014 году медианный доход на семью оценивался в 158 229 $, на домашнее хозяйство — в 133 356 $. Доход на душу населения — 60 963 $ в год.